# Habrolampis bicolor
Habrolampis bicolor är en insektsart som beskrevs av Marius Descamps 1978. Habrolampis bicolor ingår i släktet Habrolampis och familjen Romaleidae. Inga underarter finns listade i Catalogue of Life.